# جورج ر. راي
جورج ر. راي هو سياسي كندي، ولد في 30 نوفمبر 1869، وتوفي في 13 أكتوبر 1935.